# Filmjahr 1913
Liste der Filmjahre

◄◄ | ◄ | 1909 | 1910 | 1911 | 1912 | Filmjahr 1913 | 1914 | 1915 | 1916 | 1917 | ► | ►►

Weitere Ereignisse

## Ereignisse

### Vereinigte Staaten
- 24. April: Die Stummfilmkomödie Bangville Police von Mack Sennett hat ihre Uraufführung. Der Spielfilm der Keystone Studios, in dem Mabel Normand die Hauptrolle spielt, ist einer der ersten, in dem die Keystone Cops einen Auftritt haben.
- 8. September: Mack Sennetts Spielfilm Mabel’s Dramatic Career mit Mabel Normand und Roscoe Arbuckle hat seine Uraufführung.

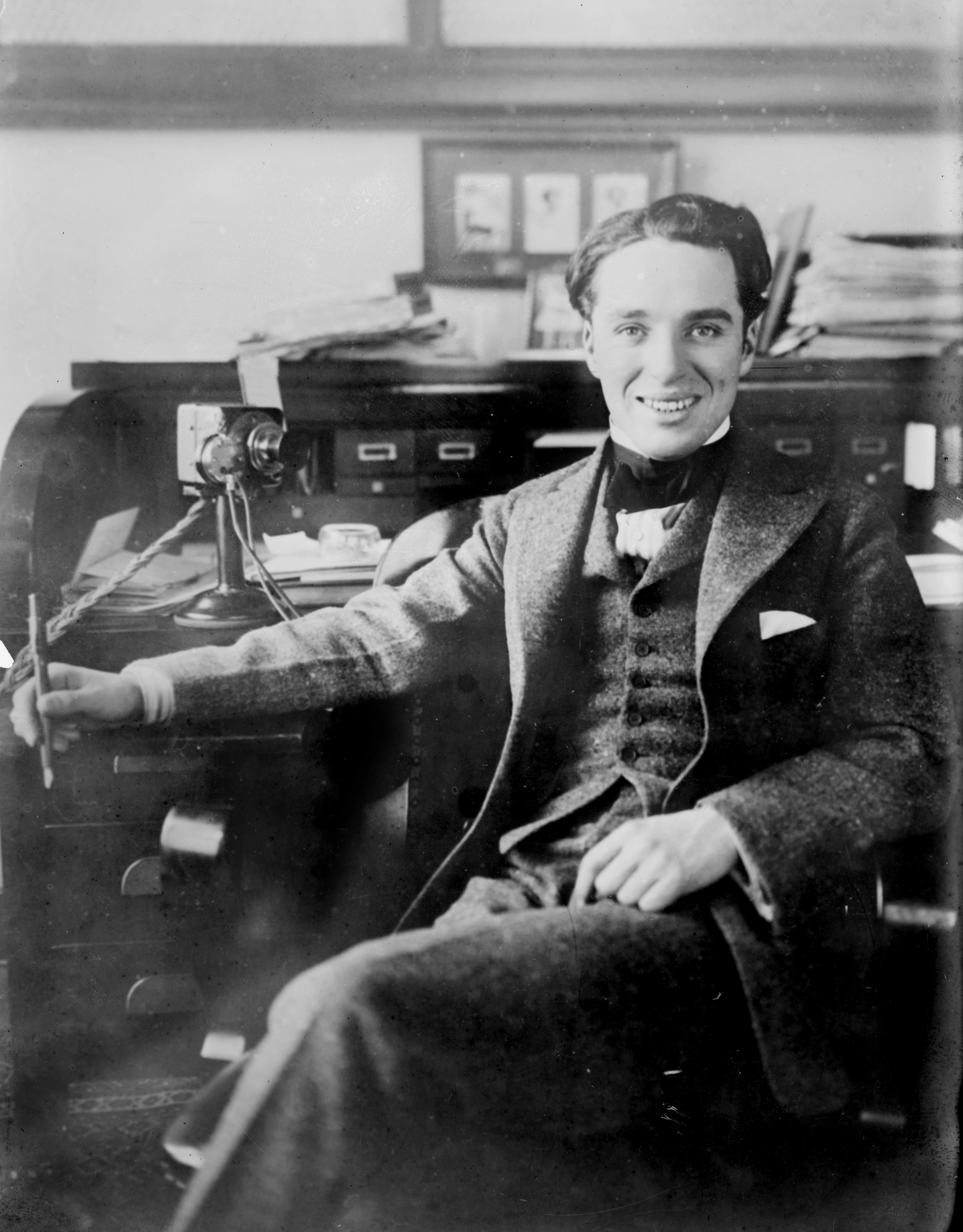
Charles Chaplin Anfang der 1910er Jahre

- 25. September: Charles Chaplin unterschreibt einen Jahresvertrag bei den Keystone Studios, dem Komödienspezialisten der New York Motion Picture Company. Er verlässt daraufhin die Komödientruppe von Fred Karno.
- 30. Oktober: Der Spielfilm The Speed Kings mit Mabel Normand, Ford Sterling und Roscoe Arbuckle hat seine Uraufführung. Darin sind mit Teddy Tetzlaff, Earl Cooper und Barney Oldfield drei bekannte Rennfahrer ihrer Zeit zu sehen.
- Der Filmproduzent William Fox gründet die Filmvertriebsfirma Greater New York Film Rental.
- 24. November: Der Stummfilm Traffic in Souls (dt. Titel: Seelenhändler) erscheint. Der mit einem Einspielergebnis von 450.000 US-Dollar kommerziell erfolgreiche Kriminalfilm ist einer der Filme, die dem im Jahr zuvor gegründeten Filmstudio Universal zum Aufstieg verhilft.[1]

- Harold Lloyd beginnt seine Karriere als Statist für die Edison-Filmgesellschaft. Wenig später wechselt er zu den Universal Studios, wo er den Filmassistenten Hal Roach kennenlernt.

### Frankreich
- 25. Juli: Der von Pathé produzierte französische Spielfilm Le Duel de Max (Max und die Liebe) von und mit Max Linder ist die erste abendfüllende Filmkomödie der Filmgeschichte.

### Deutsches Reich
- 13. Mai: Die anlässlich des 100. Geburtstages von Richard Wagner gedrehte Filmbiographie Richard Wagner des Regisseurs Carl Froelich hat seine Uraufführung in Berlin. Giuseppe Becce, von dem die Musik zu dem Stummfilm stammt, spielt darin auch die Titelrolle.

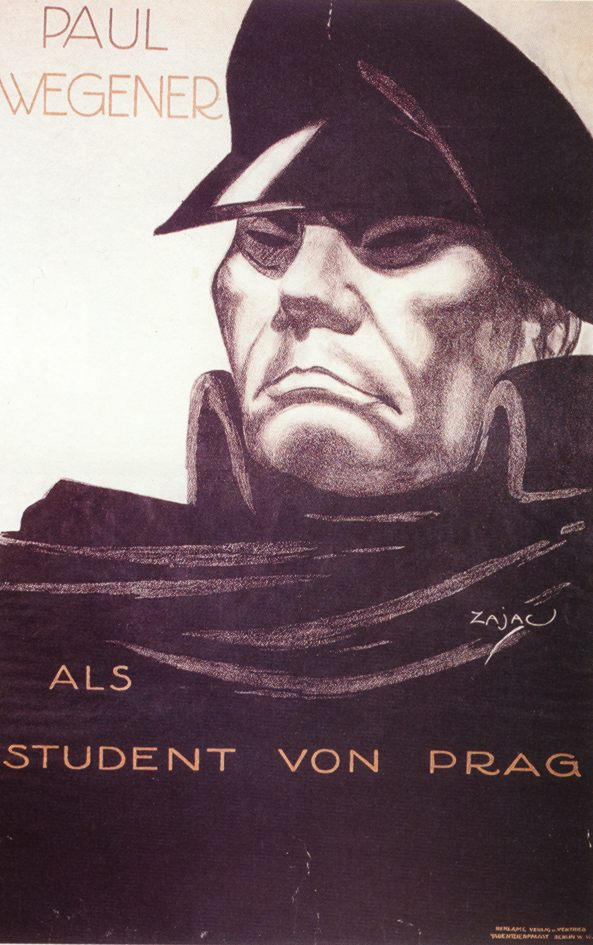
Filmplakat

- 22. August: In Berlin wird der Spielfilm Der Student von Prag mit Paul Wegener in der Titelrolle uraufgeführt. Er gilt als der weltweit erste Autorenfilm und Kunstfilm. Die Bauten und Kostüme wurden von Klaus Richter und Rochus Gliese entworfen und von Robert A. Dietrich ausgeführt. Die Doppelbelichtungsaufnahmen von Kameramann Guido Seeber gelten als bedeutender Schritt zur Loslösung des deutschen Films vom Theater hin zu einem filmspezifischen Ausdruck.

### Österreich-Ungarn
- 28. Februar: Das patriotische Historiendrama Speckbacher von Pierre Paul Gilmans mit Ferdinand Exl in der Titelrolle hat seine Uraufführung in Wien. Für die Aufnahmen, an denen auch Mitglieder der Exl-Bühne beteiligt waren, wurden originale Speckbacher-Säbel und 2000, ebenfalls historische Waffen tragende, Statisten verwendet. Trotz des Sensationserfolgs können die Produktionskosten nicht eingespielt werden und die extra für dieses Projekt gegründete Produktionsfirma Jupiter-Film geht in Konkurs.
- 10. September: Der von der Wiener Kunstfilm produzierte Spielfilm Der Millionenonkel von Hubert Marischka hat seine Uraufführung. Eingebettet in eine Rahmenhandlung zeigt darin der berühmte Tenor und Bühnendarsteller Alexander Girardi einen Querschnitt seiner bekanntesten Bühnenrollen. Die Musik für den Film stammt von Robert Stolz.
- September: Unter dem Titel Sprechender Film werden in den Wiener Sofiensälen (Edison Kinetophon und Gaumont) erstmals auch in Österreich Tonfilme präsentiert.
- 20. November: Der von der Wiener Kunstfilm produzierte Stummfilm Johann Strauß an der schönen blauen Donau von und mit Carl von Zeska wird im Wiener Opernkino uraufgeführt. Der Film erregt Kritik, weil der Tod von Johann Strauss (Sohn) erst 14 Jahre zurückliegt.

- Die erste Massenszene in einem österreichischen Film findet in Unrecht Gut gedeihet nicht der Wiener Kunstfilm statt.
- Eines der ersten filmtheoretischen Werke erscheint: „Gedanken zu einer Ästhetik des Kinos“ von Georg Lukács

### Italien
- 24. August: Mit Die letzten Tage von Pompeji erscheint schon die dritte Kinoadaption des Romans von Bulwer-Lytton

### Indien
- 3. Mai: Mit Raja Harishchandra von Dhundiraj Govind Phalke wird der erste originäre, indische Spielfilm aufgeführt. Dieses Ereignis gilt als die Geburtsstunde des indischen Kinos.

## Geboren

### Januar bis März
- 02. Januar: Anna Lee, britisch-amerikanische Schauspielerin († 2004)
- 06. Januar: Loretta Young, US-amerikanische Schauspielerin († 2000)
- 12. Januar: Horst Caspar, deutscher Schauspieler († 1952)
- 12. Januar: Kurt Zehe, deutscher Catcher und Schauspieler († 1969)

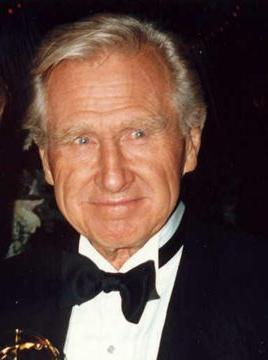
Lloyd Bridges (* 15. Januar)

- 15. Januar: Lloyd Bridges, US-amerikanischer Schauspieler († 1998)
- 15. Januar: Hans Caninenberg, deutscher Schauspieler († 2008)
- 18. Januar: Walter Janowitz, US-amerikanischer Schauspieler († 1997)
- 20. Januar: Horst Caspar, deutscher Schauspieler († 1952)
- 22. Januar: Ira Wallach, US-amerikanischer Drehbuchautor († 1995)
- 26. Januar: William Prince, US-amerikanischer Schauspieler († 1996)
- 26. Januar: Jimmy Van Heusen, US-amerikanischer Komponist († 1990)
- 27. Januar: Baccio Bandini, italienischer Produzent, Filmeditor und Regisseur († 1989)
- 29. Januar: Victor Mature, US-amerikanischer Schauspieler († 1999)
- 29. Januar: Daniel Taradash, US-amerikanischer Drehbuchautor († 2003)
- 29. Januar: Peter von Zahn, deutscher Journalist und Dokumentarfilmer († 2001)

- 02. Februar: Poul Reichhardt, dänischer Schauspieler († 1985)
- 04. Februar: Ady Berber, österreichischer Freistilringer und Schauspieler († 1966)
- 04. Februar: Frank P. Keller, US-amerikanischer Filmeditor († 1977)
- 06. Februar: John Lund, US-amerikanischer Schauspieler († 1992)

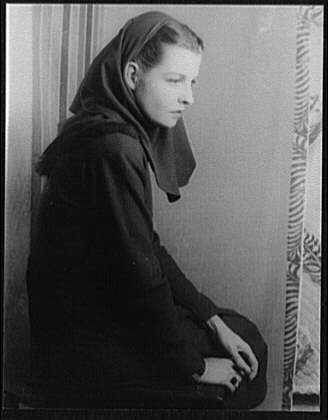
Betty Field (* 8. Februar)

- 08. Februar: Betty Field, US-amerikanische Schauspielerin († 1973)
- 10. Februar: Philippa Bevans, britische Schauspielerin († 1968)
- 10. Februar: Charles Henri Ford, US-amerikanischer Filmemacher († 2002)
- 10. Februar: Herbert Jarczyk, deutscher Komponist († 1968)
- 10. Februar: Johanna Sibelius, deutsche Drehbuchautorin († 1970)
- 10. Februar: Douglas Slocombe, britischer Kameramann († 2016)
- 13. Februar: Erik Nordgren, schwedischer Komponist († 1992)
- 13. Februar: Lidija Smirnowa, sowjetisch-russische Schauspielerin († 2007)
- 17. Februar: Herbert Gruber, österreichischer Produzent († 1999)
- 17. Februar: David Duncan, US-amerikanischer Drehbuchautor und Roman-Schriftsteller († 1999)
- 19. Februar: Wolf Schmidt, deutscher Kabarettist, Regisseur und Schauspieler († 1977)
- 19. Februar: Frank Tashlin, US-amerikanischer Regisseur († 1972)
- 22. Februar: Harry Keller,  US-amerikanischer Filmeditor, Regisseur und Produzent († 1987)
- 23. Februar: Helma Seitz, deutsche Schauspielerin († 1995)
- 24. Februar: Henryk Keisch, deutscher Drehbuchautor († 1986)
- 25. Februar: Jim Backus, amerikanischer Schauspieler († 1989)
- 25. Februar: Gert Fröbe, deutscher Schauspieler († 1988)
- 25. Februar: Daisy d’Ora, deutscher Schauspieler († 2010)
- 27. Februar: Irwin Shaw, US-amerikanischer Schriftsteller und Drehbuchautor († 1984)

- 02. März: Falk Harnack, deutscher Regisseur († 1991)
- 03. März: Jean Bourgoin, französischer Kameramann († 1991)
- 04. März: John Garfield, US-amerikanischer Schauspieler († 1952)
- 05. März: Angela Salloker, österreichische Schauspielerin († 2006)
- 09. März: Horst Beck, deutscher Schauspieler († 1974)
- 09. März: Lotte Koch, deutsche Schauspielerin († 2013)
- 13. März: Sergei Michalkow, russischer Schriftsteller und Drehbuchautor († 2009)
- 13. März: Tessie O’Shea, britische Schauspielerin († 1995)
- 13. März: Harold J. Stone, US-amerikanischer Schauspieler († 2005)
- 18. März: René Clément, französischer Regisseur († 1996)
- 20. März: Gottfried Reinhardt, deutscher Regisseur († 1994)

### April bis Juni
- 04. April: Frances Langford, US-amerikanische Schauspielerin († 2005)
- 21. April: Josef Meinrad, österreichischer Schauspieler († 1996)
- 24. April: Paul Esser, deutscher Schauspieler († 1988)
- 30. April: Elmo Williams, US-amerikanischer Filmeditor, Produzent und Regisseur († 2015)

- 02. Mai: Nigel Patrick, britischer Schauspieler († 1981)

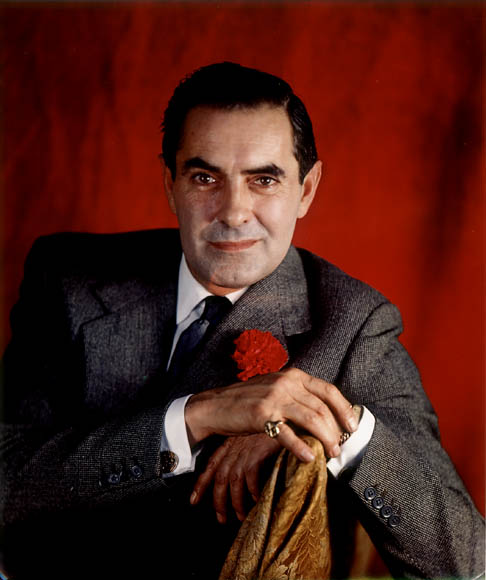
Tyrone Power (* 5. Mai)

- 05. Mai: Tyrone Power, US-amerikanischer Schauspieler († 1958)
- 06. Mai: Stewart Granger, britischer Schauspieler († 1993)
- 12. Mai: Thorley Walters, britischer Schauspieler († 1991)
- 15. Mai: André De Toth, US-amerikanischer Regisseur († 2002)
- 18. Mai: Mary Howard, US-amerikanische Schauspielerin († 2009)
- 19. Mai: Günter Neumann, deutscher Kabarettist und Drehbuchautor († 1972)
- 25. Mai: Lee Sholem, US-amerikanischer Filmregisseur († 2000)
- 26. Mai: Peter Cushing, britischer Schauspieler († 1994)

- 26. Juni: Harold F. Kress, US-amerikanischer Filmeditor († 1999)

### Juli bis September
- 15. Juli: Murvyn Vye, US-amerikanischer Schauspieler († 1976)
- 16. Juli: Peter van Eyck, deutsch-amerikanischer Schauspieler († 1969)
- 18. Juli: Eric Pohlmann, österreichisch-britischer Schauspieler und Synchronsprecher († 1979)
- 18. Juli: Red Skelton, US-amerikanischer Schauspieler († 1997)
- 29. Juli: Stephen McNally, US-amerikanischer Schauspieler († 1994)

- 10. August: Noah Beery Jr., US-amerikanischer Schauspieler († 1994)
- 13. August: Melvin Frank, US-amerikanischer Drehbuchautor († 1988)
- 16. August: Joseph J. Lilley, US-amerikanischer Komponist, Arrangeur und Dirigent († 1971)

- 02. September: Hans Lietzau, deutscher Schauspieler und Regisseur († 1991)
- 02. September: Alex Lovy, US-amerikanischer Animator, Regisseur und Produzent von Zeichentrickfilmen († 1992)
- 03. September: Alan Ladd, US-amerikanischer Schauspieler († 1964)
- 06. September: Julie Gibson, US-amerikanische Schauspielerin und Sängerin († 2019)
- 07. September: Anthony Quayle, britischer Schauspieler († 1989)
- 18. September: Enrico Fulchignoni, italienischer Dokumentarfilmer und Drehbuchautor († 1988)
- 19. September: Frances Farmer, US-amerikanische Schauspielerin († 1970)

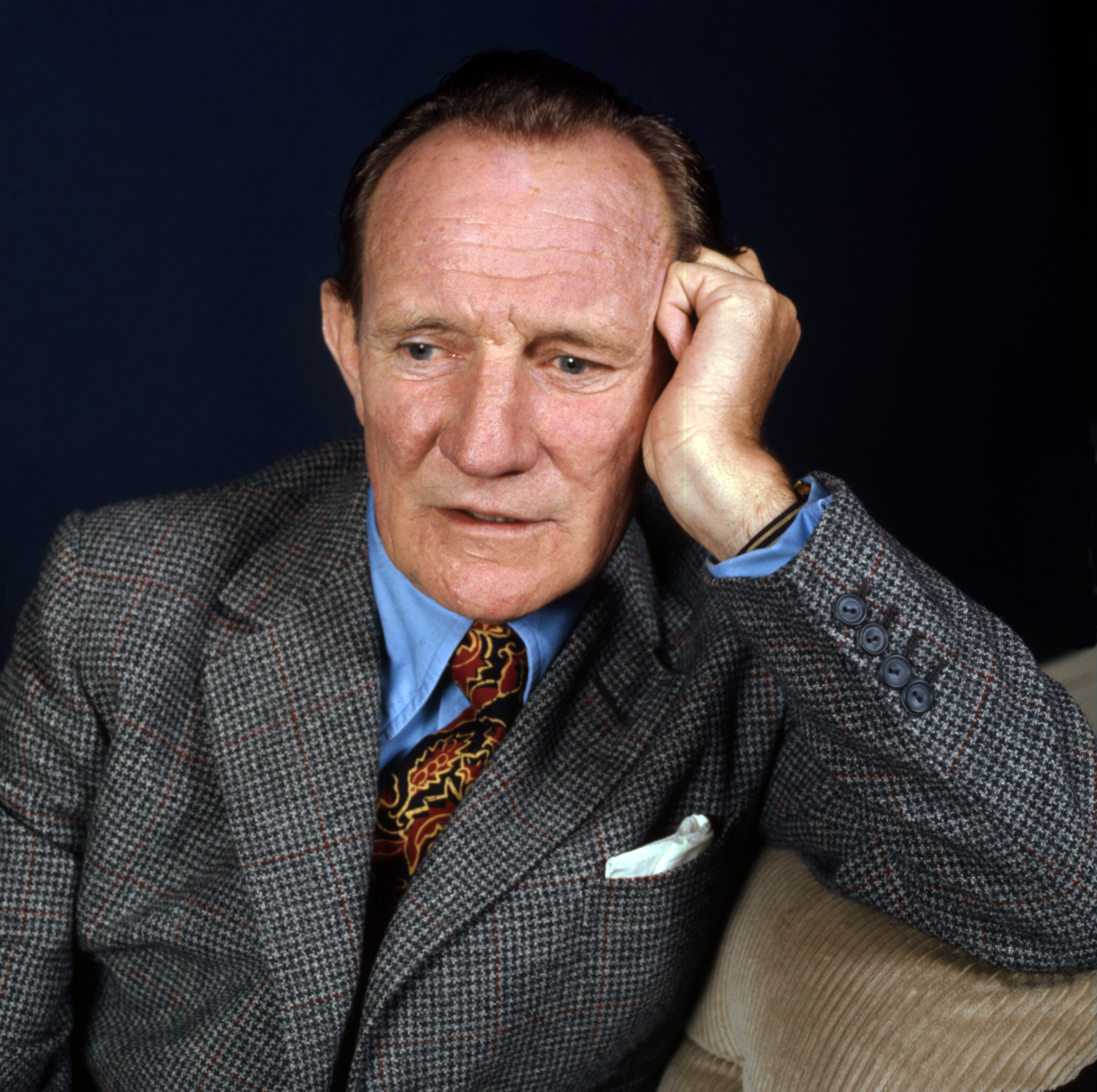
Trevor Howard (* 29. September)

- 29. September: Trevor Howard, britischer Schauspieler († 1988)
- 29. September: Stanley Kramer, US-amerikanischer Regisseur und Produzent († 2001)

### Oktober bis Dezember
- 26. Oktober: Hans Jönsson, deutscher Komponist († 1993)
- 28. Oktober: Peter Glenville, britischer Schauspieler und Regisseur († 1996)

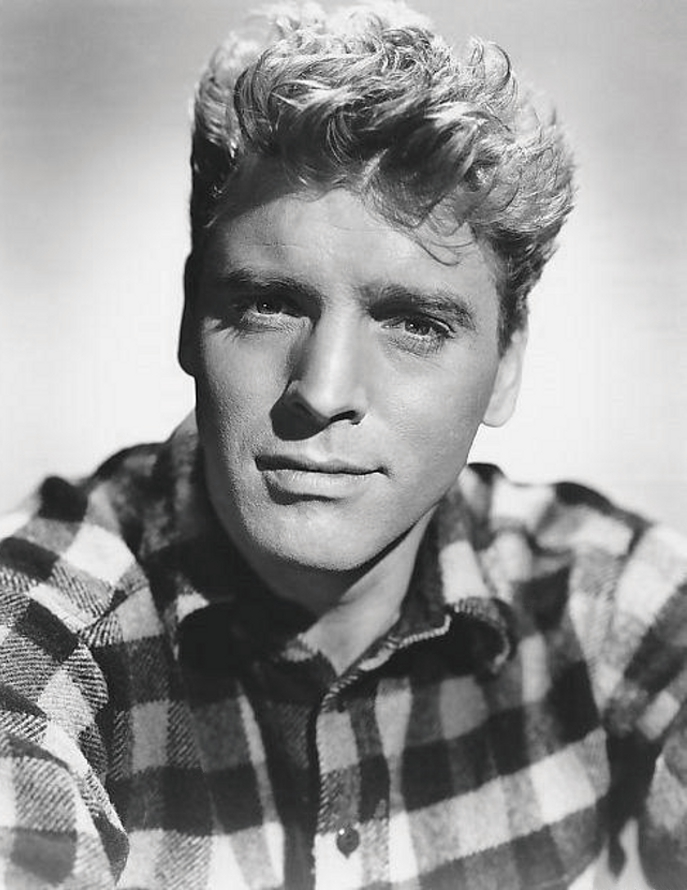
Burt Lancaster (* 2. November)

- 02. November: Burt Lancaster, US-amerikanischer Schauspieler († 1994)
- 03. November: Marika Rökk, ungarische Schauspielerin († 2004)
- 04. November: Gig Young, US-amerikanischer Schauspieler († 1978)
- 05. November: Guy Green, britischer Regisseur († 2005)
- 05. November: Vivien Leigh, britische Schauspielerin († 1967)
- 05. November: John McGiver, US-amerikanischer Schauspieler († 1975)
- 08. November: Robert Strauss, US-amerikanischer Schauspieler († 1975)
- 11. November: Käthe Braun, deutsche Schauspielerin († 1994)
- 13. November: Helen Mack, US-amerikanische Schauspielerin († 1986)
- 17. November: Aleksander Bardini, polnischer Schauspieler († 1995)
- 20. November: Russell Rouse, US-amerikanischer Drehbuchautor († 1987)
- 21. November: Roy Boulting, britischer Produzent, Drehbuchautor und Regisseur († 2001)
- 24. November: Geraldine Fitzgerald, irische Schauspielerin († 2005)

- 01. Dezember: Luggi Waldleitner, deutscher Produzent († 1998)
- 04. Dezember: John Kitzmiller, US-amerikanischer Schauspieler († 1965)
- 04. Dezember: Claude Renoir, französischer Kameramann († 1993)
- 04. Dezember: Mark Robson, kanadischer Regisseur († 1978)
- 07. Dezember: František Čáp, tschechischer Regisseur († 1972)

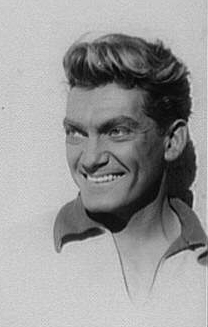
Jean Marais (* 11. Dezember)

- 11. Dezember: Jean Marais, französischer Schauspieler († 1998)
- 21. Dezember: Heinz Conrads, österreichischer Schauspieler († 1986)
- 25. Dezember: Tony Martin, US-amerikanischer Schauspieler († 2012)
- 28. Dezember: Lou Jacobi, kanadischer Schauspieler († 2009)
- 30. Dezember: Véra Clouzot, französische Schauspielerin († 1960)

### Genaues Geburtsdatum unbekannt
- Marcello Giannini, italienischer Filmschaffender († 1985)